# Castelo de Sunpu
O  Castelo de Sunpu (駿府城, Sunpu-jō) é um castelo localizado no distrito de Aoi, cidade de Shizuoka, província de Shizuoka, Japão, e atualmente é mantido como um parque de ruínas do castelo. Também foi conhecido como Castelho da Ilha Flutuante, Castelo de Fuchu, Castelo de Suruga Fuchu e Castelo de Shizuoka.

## História
Durante o período Muromachi, o clã Imagawa dominava a Província de Suruga a partir de seu Castelo em Sunpu (atual cidade de Shizuoka). Não se sabe ao certo quando o castelo foi construído neste lugar. Depois que Imagawa Yoshimoto foi derrotado em 1560 na Batalha de Okehazama, a província de Suruga passou para as mãos do clã Takeda e mais tarde para as de Tokugawa Ieyasu, que passou sua juventude em Sunpu como refém de Yoshimoto.
Em 1585, Ieyasu construiu um novo castelo em Sunpu no local da antiga residência fortificada de Imagawa. Em 1586, passou a residir no castelo junto com sua consorte favorita, Saigō-no-Tsubone, e seus dois filhos, Hidetada e Tadayoshi. Saigō morreu no Castelo de Sunpu em 1589.
Depois que o clã Hōjō foi derrotado na Cerco de Odawara por Toyotomi Hideyoshi, Ieyasu foi forçado a trocar seus domínios na região de Tōkaidō por outros na região de Kantō, e foi obrigado a ceder o Castelo de Sunpu a Nakamura Kazuichi, vassalo de Toyotomi, em 1590.
Após a derrota dos Toyotomi na Batalha de Sekigahara, Ieyasu recuperou Sunpu. Com a formação do Xogunato Tokugawa, Ieyasu deu o título de Shōgun a seu filho Hidetada, e retirou-se para Sunpu, como Ogoxo (Shōgun Aposentado) onde criou um governo sombra para manter o controle efetivo do país nos bastidores. Como parte da política Tokugawa de reduzir a força econômica de potenciais rivais, daimiôs de várias partes do país foram ordenados a reconstruir o Castelo Sunpu em 1607, com um sistema de fosso triplo, torre de passagem e palácio. Quando esta fortaleza sofreu um incêndio em 1610, os daimiōs foram ordenados a reconstruí-la imediatamente, mas desta vez com uma torre de sete andares. Após a morte de Ieyasu em 1616, o Castelo continuou a ser a sede do governo do Domínio de Sunpu, que foi durante a maior parte de sua existência um tenryō, território governado diretamente pelo Shōgun de Edo.
Durante este período, vários castelões residentes em Sunpu foram nomeados para atuar como administradores da região. Esses oficiais eram chamados de Sunpu jōdai (駿府城代, supervisor do castelo Sumpu) e eram frequentemente escolhidos entre os membros do Ōbangashira (capitães da guarda shogunal). 
Em 1635, a maior parte da cidade de Sunpu ardeu em um incêndio, que também afetou o castelo. Em 1638 o palácio, portões, torres (yagura) e outras estruturas foram reconstruídas.

### Restauração Meiji
Após a Restauração Meiji, o último xogum, Tokugawa Yoshinobu, renunciou ao seu cargo e retirou-se para Sunpu. No entanto, não foi autorizado a se mudar para o Castelo de Sunpu, mas recebeu os escritórios do antigo Daikansho de Sunpu como residência. Seu herdeiro, Tokugawa Iesato, foi nomeado daimio do Domínio de Shizuoka (700.000 koku) em 1868 até sua abolição um ano depois, em 1869.
Em 1871, o educador americano E. Warren Clark veio a Shizuoka para ensinar ciências. Pouco depois, dirigiu a construção de uma casa de estilo americano nos terrenos do antigo castelo. Em 1873, Clark mudou-se de Shizuoka para Tóquio e uma escola de estilo ocidental, a Shizuhatasha (ou Shizuhatanoya) foi criada na casa que havia sido construída para Clark, que seria dirigida por um missionário canadense, Davidson MacDonald. McDonald viria a fundar a Universidade Aoyama Gakuin em Tóquio. 
As terras do castelo tornaram-se propriedade da cidade de Shizuoka em 1889. A maioria dos fossos foi preenchida e algumas partes do recinto interno foram convertidas em parques ou usadas como escritórios do governo da prefeitura. Em 1896, uma grande parte dos terrenos dentro do castelo foram entregues ao Exército Imperial Japonês como base para o 34º Regimento de Infantaria.

### O castelo hoje
Em 1949, a base militar foi dissolvida, e a administração da área passou novamente para a prefeitura, que a transformou no Parque Sunpu. Em 1989 e 1996 foram realizados vários projetos de reconstrução que recriaram a Torre Tatsumi e o Portão Leste.